# Коконопряди
Коконопряди (Lasiocampidae) — родина лускокрилих з інфраряду Різнокрилі метелики (Heteroneura).

## Опис
До родини відносять великих або середнього розміру нічних метеликів. Розмах крил до 90 мм. Метелики товсті, покриті волосками, зазвичай жовтого або коричневого забарвлення зі слабким малюнком. Хоботок короткий або зовсім відсутній, дорослі метелики не живляться. У спокої крила тримають складеними над тілом «будиночком». Самки більші і важчі, ніж самці, літають неохоче, частіше нерухомо сидять на рослинах.

## Спосіб життя

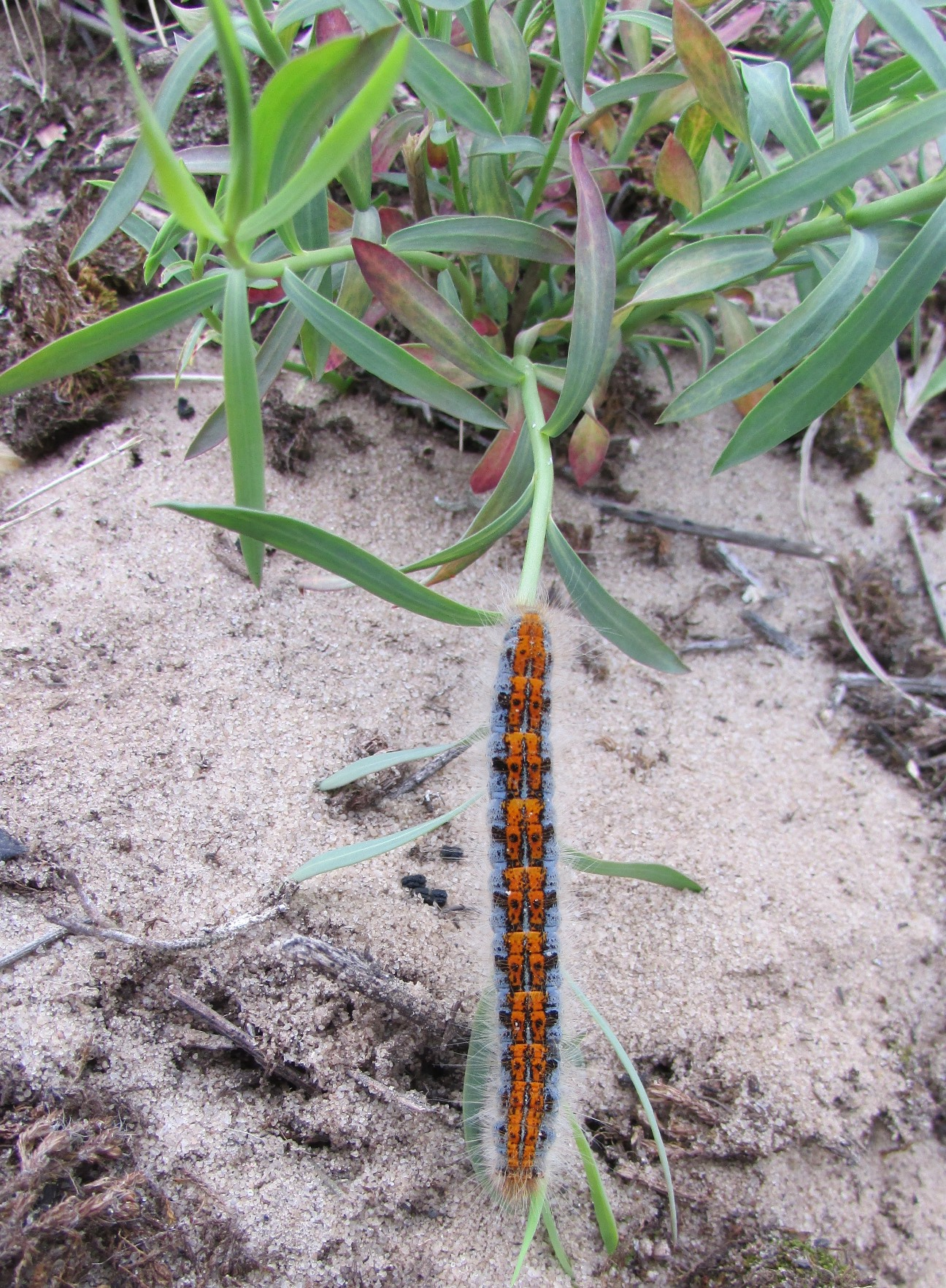
Гусениця молочайного коконопряду (Malacosoma castrensis)

Відомо близько 2000 видів, поширені широко, особливо численні і різноманітні в тропіках. Яйця відкладають зазвичай купками на гілки або листя дерев. Гусениці великі, густо опушені, у деяких видів живуть групами в павутинних гніздах; харчуються листям і хвоєю; перед оляльковуванням сплітають навколо себе шовковистий кокон (звідси їхня назва). Зимують частіше гусениці, іноді лялечки чи яйця. Ряд видів коконопрядов при спалахах масового розмноження завдає великої шкоди лісу.

## Класифікація
Родина містить 2000 видів у 150 родах.

### Підродини
- Підродина Chionopsychinae (один рід, два види)
- Підродина Chondrosteginae (два роди)
- Підродина Lasiocampinae (130 родів)
- Підродина Macromphalinae (15 родів)
- Підродина Poecilocampinae (два роди)
- Роди incertae sedis
- Trabala
- Nesara
- Bhima